# Guigues IV de Forez
Pour les articles homonymes, voir Guigues IV et Guigues.
Guigues IV ou Guy IV (latin Guidone, né vers 1199, mort le 29 octobre 1241), est comte de Forez (1203-1241) et par la suite également comte de Nevers.

## Histoire
Guy IV est le premier enfant du second mariage de son père Guy III, comte de Lyon et de Forez, qui a épousé en secondes noces Alix (Alix de Suilly, selon La Mure).
Il est comte de Forez sous la régence de son oncle Renaud archevêque de Lyon.
En 1223, il fonde l'église Notre-Dame de l’Espérance de Montbrison.
En 1226, il devient comte de Nevers par mariage avec Mahaut de Courtenay.
Il participe à la croisade des barons, qui débarque à Acre en 1239. Il meurt sur le chemin du retour, alors qu'il accompagne Thibaut, comte de Champagne (1201-1253) et roi de Navarre (1234-1253).

## Mariages, descendance
Il épouse en premières noces en 1205 ou 1206 Philippa Mahaut de Dampierre-Bourbon, fille de Guy II de Dampierre, seigneur de Dampierre et de Bourbon. De ce mariage il a deux fils, comtes du Forez l'un après l'autre, :
- Guigues V[4], comte de Forez, qui lui succéda ;
- Renaud de Forez, qui devint également comte de Forez à la suite du décès de son frère aîné[5].

Il est ensuite fiancé en 1210 à Ermengarde d'Auvergne († 1225), fille de Guy II d'Auvergne. Le mariage n'est apparemment pas conclu, pour des raisons de changement politique dans les affaires du comté de Forez.
Il épouse en deuxièmes (ou troisièmes) noces en 1226 Mahaud de Courtenay-Nevers, veuve d'Hervé IV de Donzy et fille de Pierre de Constantinople ; par ce mariage, il devient Guy II, comte de Nevers. L'historien du Forez Antoine Vachez (1832-1910) dit qu'il aurait eu de cette dernière union une fille :
- [Artaude, mariée à Artaud IV de Roussillon, veuf de Marie de Genève, seigneur de Roussillon. Son fils aîné Guillaume de Roussillon marié à Béatrix de la Tour du Pin, obtiendra par donation de son cousin, la seigneurie d'Annonay en 1271], mais c'est sans aucun doute une erreur : toutes les autres sources indiquent que son mariage avec Mathilde de Courtenay resta sans postérité (cf. l'article Guy III, le site indexé Medlands, Jean-Marie de La Mure (1615-1675 ; indexé ci-dessous, p. 223), et[7]).